# Source Filmmaker
Source Filmmaker (SFM) è un programma software di computer grafica e animazione 3D basato sul motore grafico Source creato da Valve Corporation. Il programma è stato utilizzato per creare numerosi cortometraggi a scopi pubblicitari per diversi videogiochi, come Left 4 Dead 2, Half-Life 2 e Team Fortress 2. La versione beta del programma è stata distribuita gratuitamente il 27 giugno 2012 attraverso la piattaforma digitale Steam.

## Funzionamento
Source Filmmaker permette di creare filmati o poster utilizzando personaggi, oggetti e mappe dei giochi in Source. 
Per muoversi nell'ambiente virtuale viene utilizzata la work camera, mentre la telecamere che servono per le inquadrature si chiamano camera 1, camera 2 e così via.
Source Filmmaker possiede tre interfacce:
- Il Clip Editor, serve per registrare fotogrammi in gioco, editare le clip video, aggiungere file audio e filtri.[2]
- Il Motion Editor, permette di posizionare i modelli nell'ambiente e di applicare dei preset di movimento (come lo "smoothing" o il "jittering") alle animazioni.[3]
- Il Graph Editor, serve per animare un modello attraverso l'uso di keyframe con la tecnica d'animazione "pose to pose".[4]

Source Filmmaker supporta un'ampia gamma di tecniche ed effetti cinematografici, come l'effetto mosso, l'effetto Tyndall, l'illuminazione dinamica e la distanza focale. Permette inoltre l'animazione manuale di diverse parti del corpo, tra cui braccia, gambe, tronco e volto.

## Produzione e aggiornamenti

### Pre-pubblicazione
Prima dell'ufficiale distribuzione di Source Filmmaker, il gioco Team Fortress 2 conteneva una versione semplificata del programma chiamato Replay, che si limitava a registrare una fase gioco senza possibilità di modificare le azioni, ripetere i segmenti o applicare effetti che vadano oltre quelli presenti nel gioco. Era comunque possibile scegliere la telecamera da utilizzare e modificare l'inquadratura, così da poter riprendere anche altri giocatori.

### Versione beta
Il 27 giugno 2012, in concomitanza con la pubblicazione dell'ultimo video della serie Meet the Team, il Meet the Pyro, Source Filmmaker venne reso disponibile in forma limitata attraverso download da Steam, per poi essere distribuito in open beta per Windows l'11 luglio 2012.
Il 1º aprile 2013 la Valve ha annunciato che lo Steam workshop include da ora anche modelli per Source Filmmaker.